# HD 217107 c
HD 217107 c ist ein dem Jupiter ähnlicher extrasolarer Planet der seinen Stern HD 217107 alle acht Jahre einmal umkreist. Er wurde 2005 als zweiter Planet nach HD 217107 b als Trabant des Sterns identifiziert. Seine Masse und seine orbitalen Parameter sind immer noch nicht genau bekannt und können nur eingegrenzt werden.

## Entdeckung
Durch Messungen der Radialgeschwindigkeit beim Stern HD 217107 wurden bereits 1998 Abweichungen festgestellt, die mit dem Vorhandensein eines Planeten erklärt werden konnten, der den Stern in 7,1 Tagen umkreist. Da dieser Planet, HD 217107 b, jedoch eine für solche Planeten untypische Exzentrizität seiner Umlaufbahn aufwies, wurde die Existenz eines zweiten Planeten postuliert. Durch Langzeitbeobachtungen des Sterns konnte eine zweite Abweichung festgestellt werden die eine Periode von 8 Jahren aufwies und auf einen Planeten deutete, der eine mindestens zweifache Jupitermasse besitzen musste und dessen Entfernung zum Stern mindestens einige Astronomische Einheiten betragen musste. Dadurch wurde 2005 die Existenz von HD 217107 c bestätigt.

## Daten
HD 217107 c hat eine große Halbachse von 4,41 ± 0,21 Astronomischen Einheiten, eine Exzentrizität von 0,537 ± 0,026, eine Orbitalperiode von 3352 ± 157 Tagen (9,18 ± 0,43 Jahren) und eine Masse  größer als 2,5 ± 0,48 Jupitermassen.